# Dysithamnus striaticeps
A Dysithamnus striaticeps a madarak osztályának verébalakúak (Passeriformes) rendjébe és a hangyászmadárfélék (Thamnophilidae) családjába tartozó faj.

## Rendszerezése
A fajt George Newbold Lawrence amerikai ornitológus írta le 1865-ben.

## Előfordulása
Közép-Amerikában, Costa Rica, Honduras és Nicaragua területén honos. A természetes élőhelye a szubtrópusi vagy trópusi síkvidéki esőerdők. Állandó, nem vonuló faj.

## Megjelenése
Testhossza 10–11 centiméter, testsúlya 15–17 gramm.

## Életmódja
Főleg rovarokkal táplálkozik.

## Külső hivatkozások
- Képek az interneten a fajról
- Xeno-canto.org - a faj hangja és elterjedési területe